# Schloss Heinzendorf

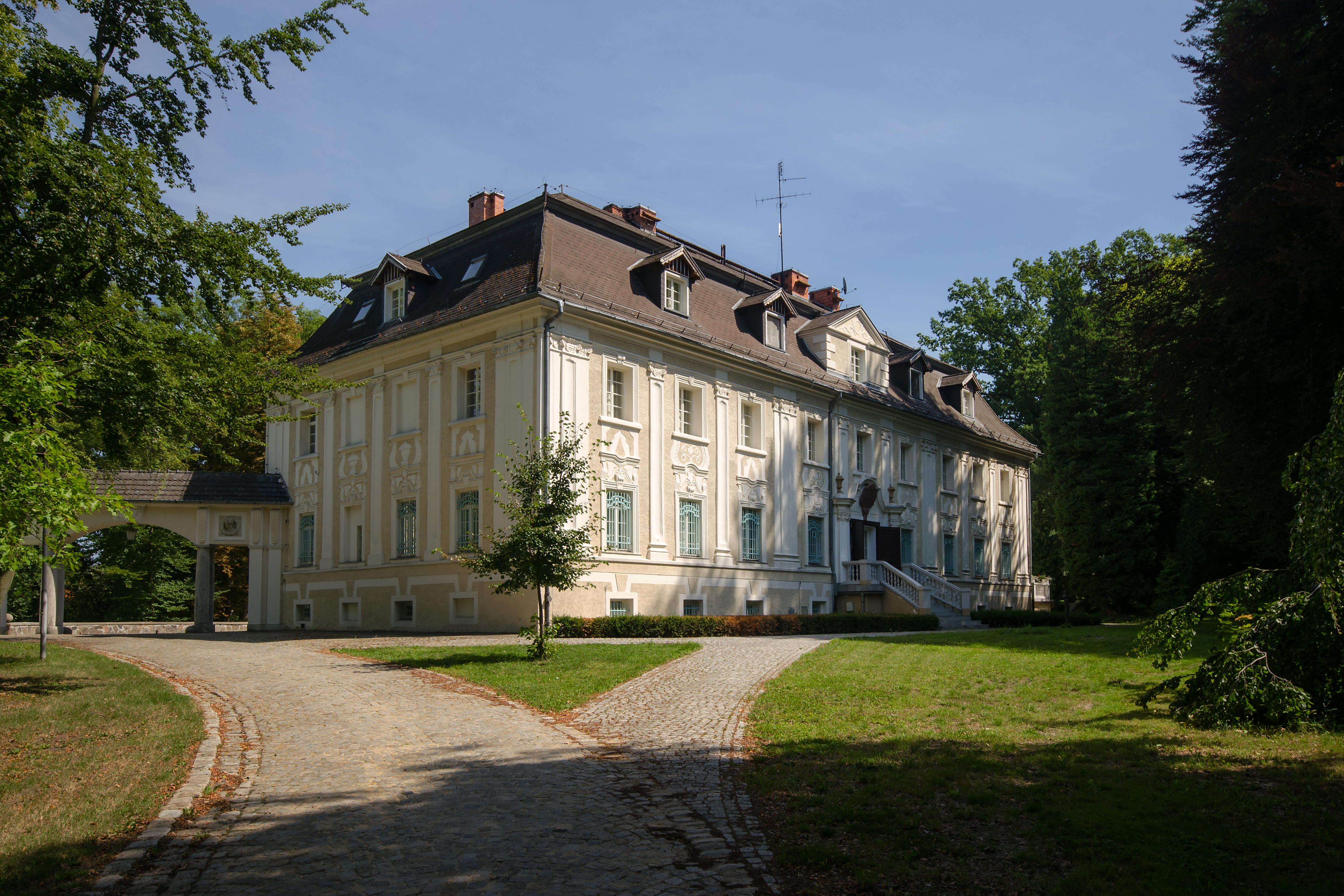
Altes Schloss Heinzendorf

Schloss Heinzendorf (polnisch Pałac i klasztor salwatorianów w Bagnie) ist ein von einem Salvatorianerkloster genutztes Schlossensemble im heute polnischen Bagno, Gemeinde Oborniki Śląskie (Obernigk), Powiat Trzebnicki (Kreis Trebnitz), Woiwodschaft Niederschlesien.

## Geschichte
Vermutlich bestand bereits ein Festes Haus am Ort, als Poppo von Haugwitz 1337 als dessen Besitzer genannt wurde. Poppo von Haugwitz war auch Eigentümer von Dyhernfurth (Brzeg Donly). Dieses Feste Haus wurde im 16. Jahrhundert im Stil der Renaissance umgebaut, jedoch im Dreißigjährigen Krieg zerstört.
Leopold Graf von Seher-Thoß ließ von 1734 bis 1743 das heutige Barockschloss errichten. Nach mehreren Besitzerwechseln erwarb Brauereibesitzer Georg Kißling aus Breslau 1905 das Anwesen und ließ nach Plänen von Paul Jarosch von 1907 bis 1913 das Neue Palais in Reformarchitektur errichten. Nach 1919 war Sohn Georg Conrad Kißling Eigentümer, welcher 1927 an die Schlesische Landgesellschaft verkaufte, von der der Salvatorianerorden aus Breslau das Gut erwarb. Diese richteten ein Kloster mit Priesterseminar und Noviziat ein. Ab 1940 war das Schloss durch die Reichsregierung für die Unterbringung von Umsiedlern aus Jugoslawien und Bessarabien requiriert.
Nach 1945 übernahm die polnische Ordensprovinz der Salvatorianer das Schloss. Heute ist die Anlage in sehr gutem Zustand. Im Inneren des Schlosses ist die wandfeste Ausstattung weitgehend erhalten. Ein Landschaftspark umgibt das Schlossensemble, im Norden legt ein Teich mit einer Insel.
Im Ort selbst steht die von der Familie Kißling gestiftete neoromanische Kirche St. Maria Himmelfahrt, die 1905/1906 errichtet wurde.

## Bildergalerie

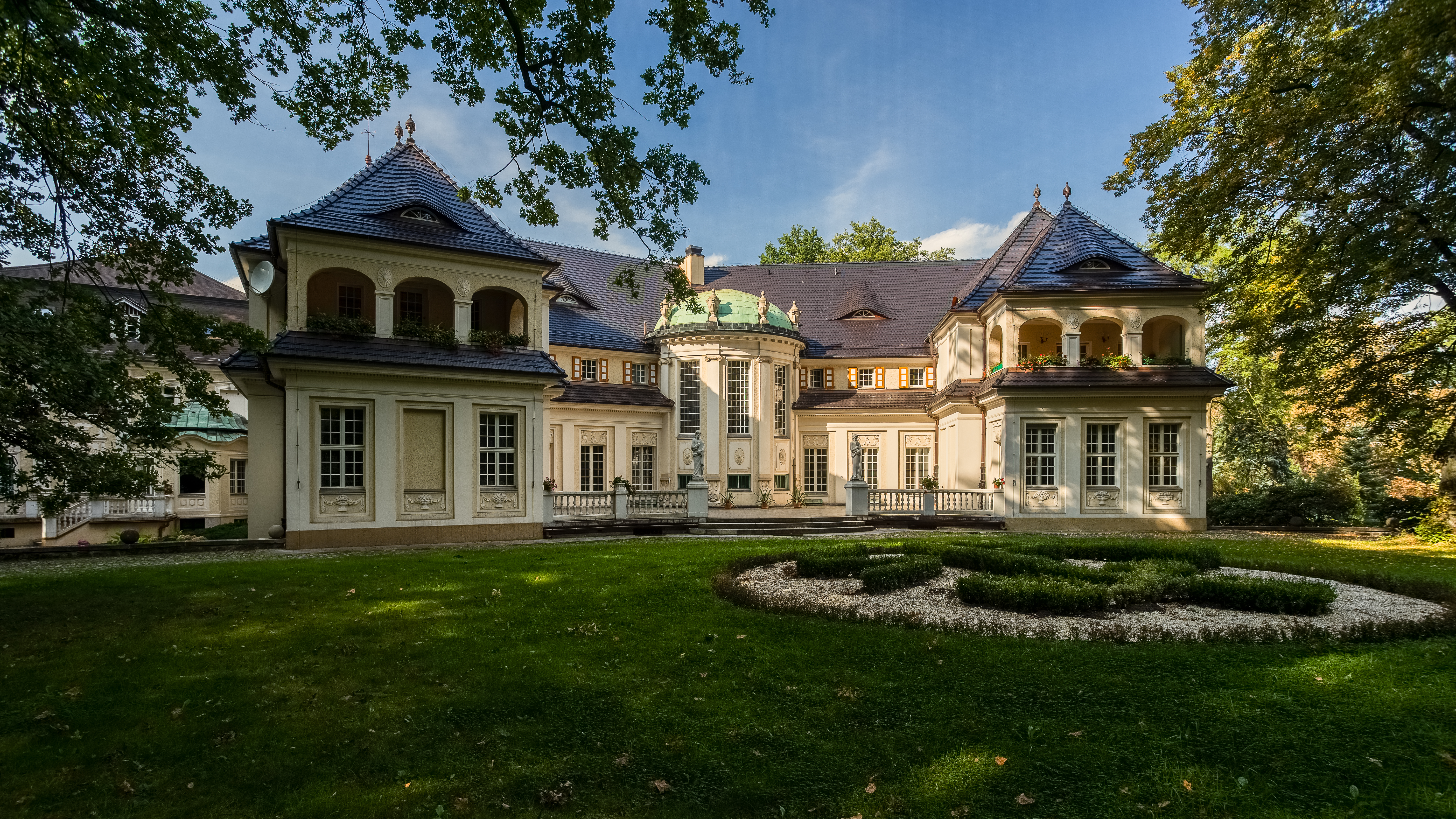
Neues Palais
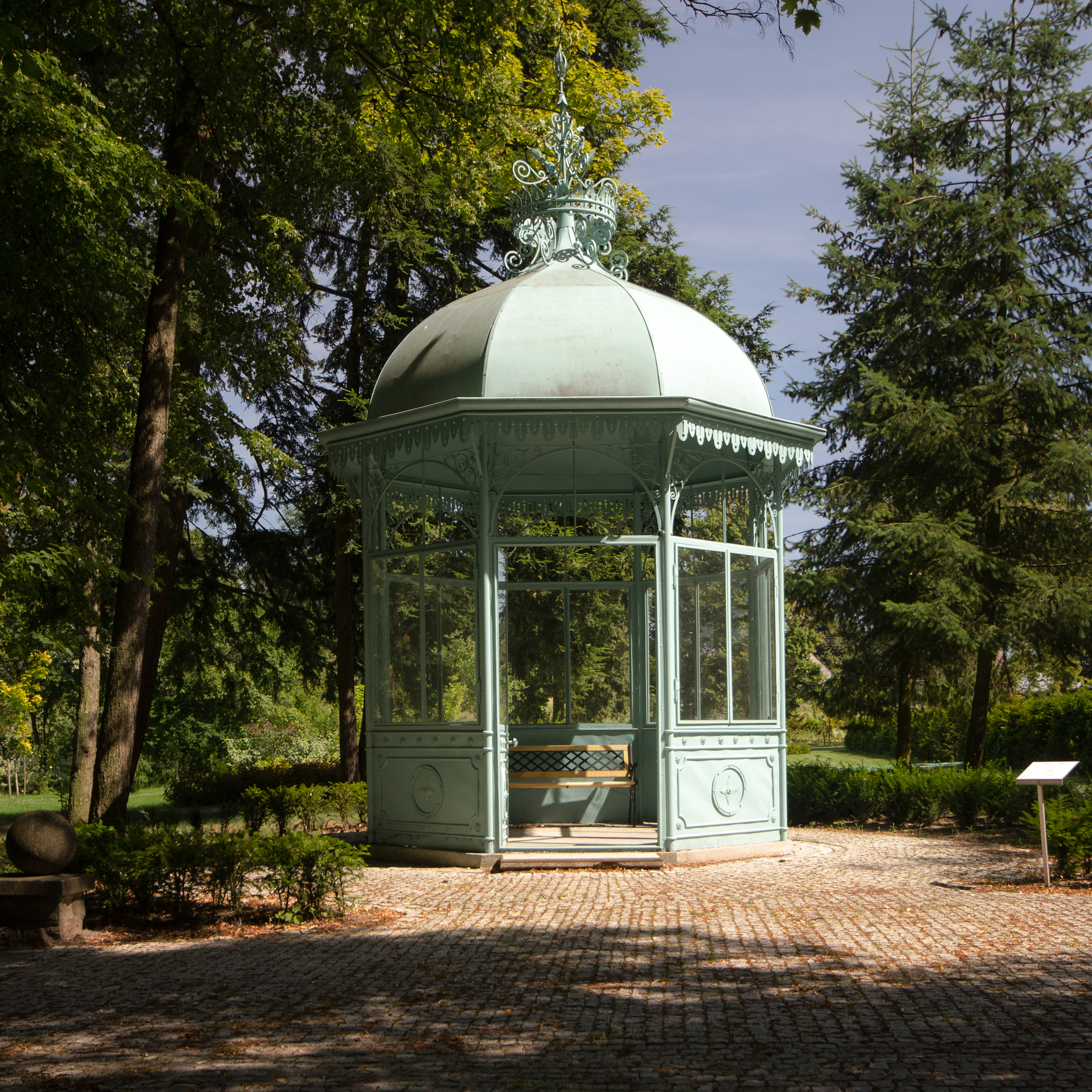
Altan
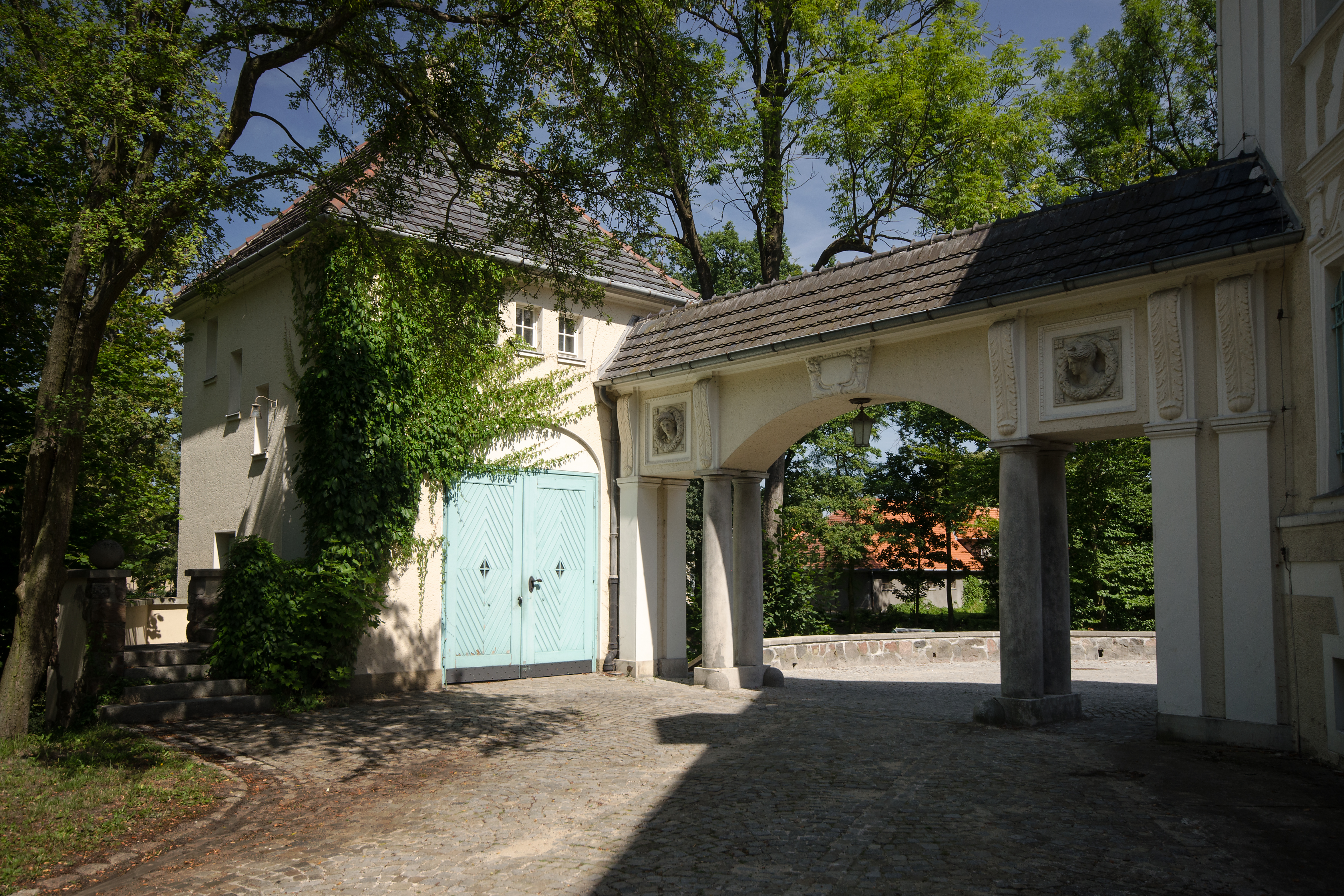
Kaisertor
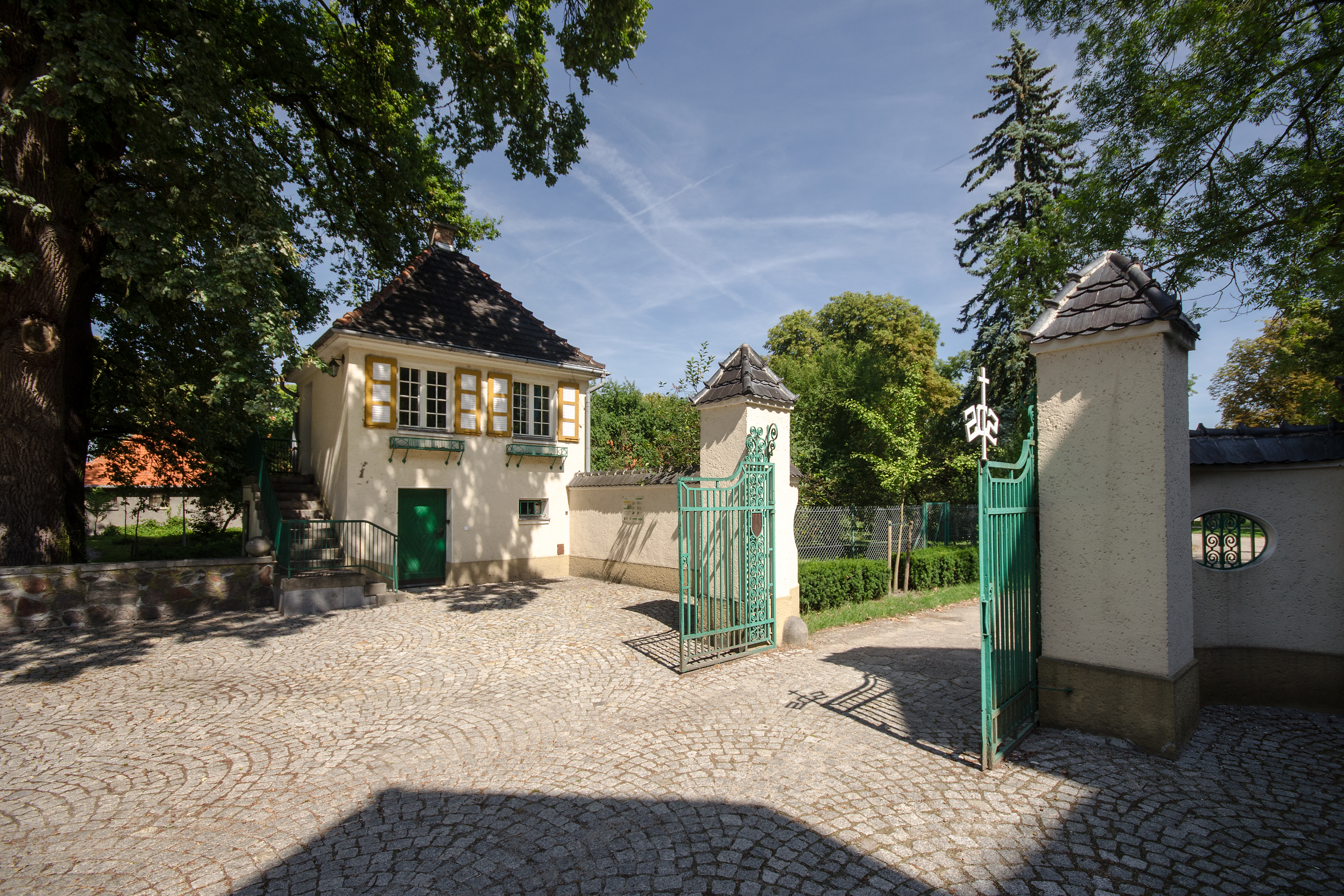
Torhaus
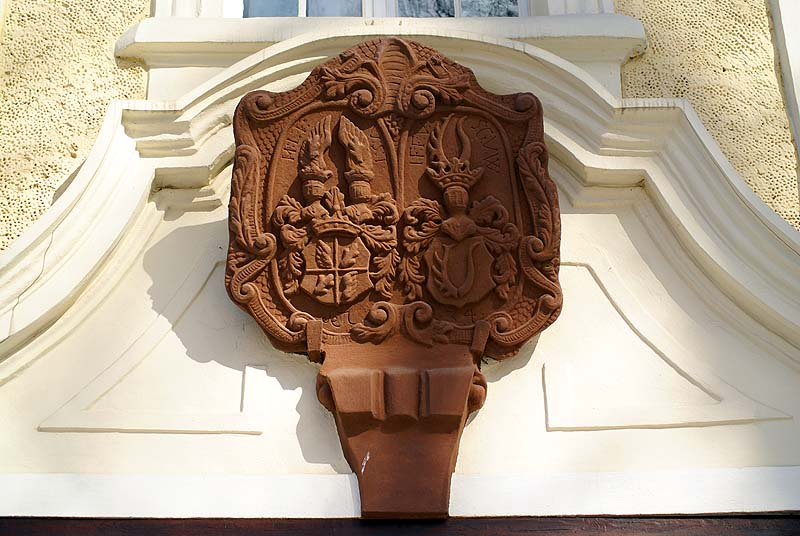
Kartusche, Wappen von Seherr-Thoß (l), von Wentzky (r)
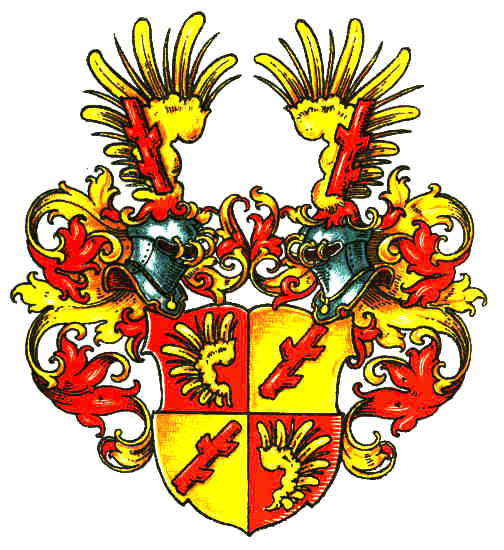
Wappen Seherr-Thoß
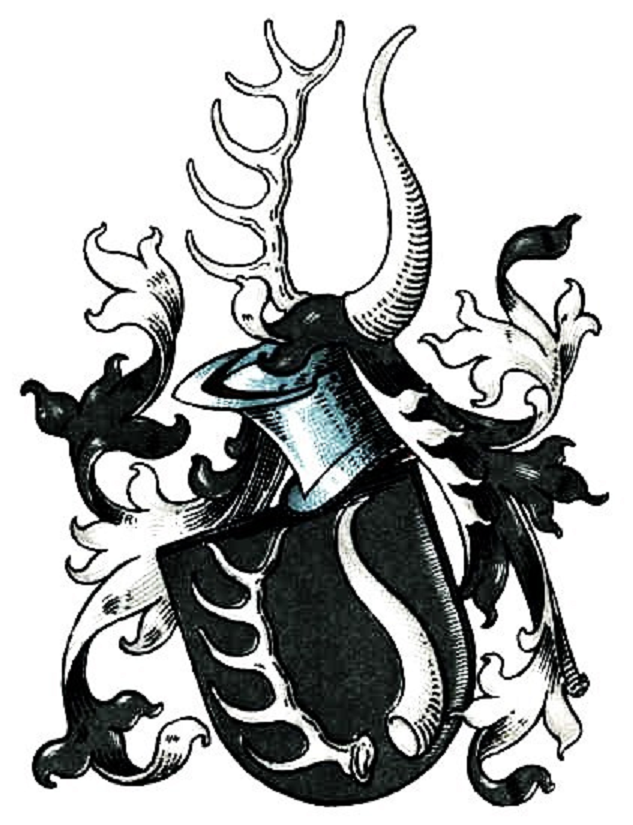
Wappen Wentzky
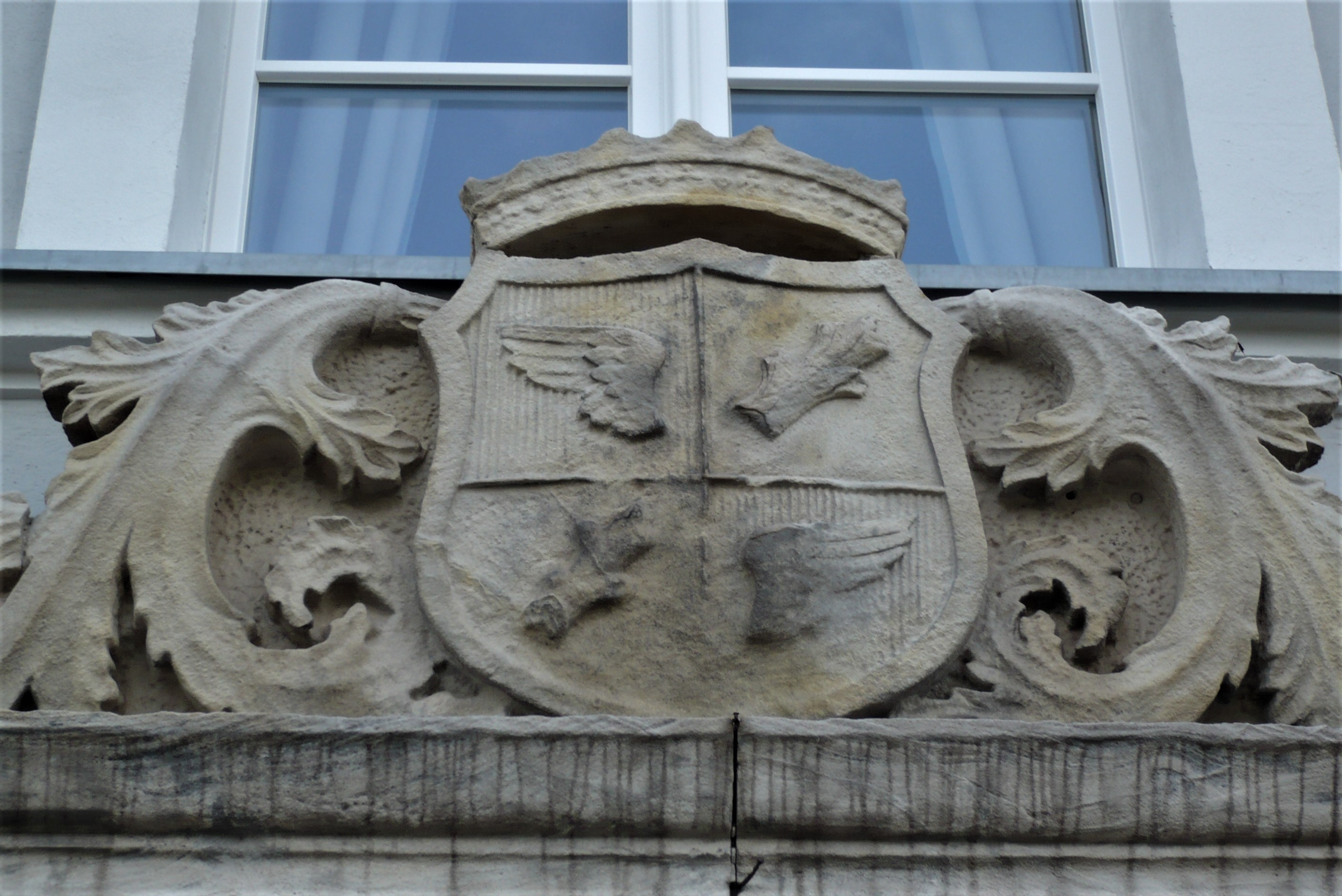
Wappen der von Seherr-Thoß